# Mount Brundage
Mount Brundage är ett berg i Antarktis. Det ligger i Västantarktis. Argentina, Chile och Storbritannien gör anspråk på området. Toppen på Mount Brundage är 1 026 meter över havet.
Terrängen runt Mount Brundage är huvudsakligen kuperad. Trakten är obefolkad. Det finns inga samhällen i närheten.